# Vaudricourt (Somme)
Vaudricourt é uma comuna francesa na região administrativa de Altos da França, no departamento de Somme. Estende-se por uma área de 2,98 km². Em 2010 a comuna tinha 405 habitantes (densidade: 135,9 hab./km²).